# Georg Adlmüller
Georg Adlmüller (* 18. November 1888 in Freilassing; † 23. Juli 1966 in München) war ein deutscher Architekt und Baubeamter.
Nach dem Studienabschluss als Diplom-Ingenieur wirkte Adlmüller als Architekt und Baubeamter in München, Laufen und Düsseldorf. 1944 nahm er mit zwei Aquarellen an der Großen Deutschen Kunstausstellung in München teil. 

## Bauten
- 1924: Vorstandsgebäude der Justizvollzugsanstalt in Bernau am Chiemsee (unter Denkmalschutz)
- 1925: Landwirtschaftsschule in Laufen
- 1931: Lungenheim in Laufen
- Gebäude der AOK in Laufen
- 1938–1939: Straßenmeisterei in Siegsdorf